# Celestino Aós
Celestino Aós Braco (Artaiz, 6 de abril de 1945) es un eclesiástico, psicólogo, profesor, teólogo y filósofo español afincado en Chile, miembro de la Orden de los Hermanos Menores Capuchinos. Fue arzobispo de Santiago de Chile, entre 2019 y 2023, de la cual fue administrador apostólico en 2019. También fue obispo de Copiapó, de 2014 a 2019.

## Biografía
Nació el 6 de abril de 1945, en la localidad española de Artaiz, Navarra. Hijo de José Aós y Felisa Braco.
Realizó su formación primaria y secundaria en la «Escuela Nacional mixta de Artaiz». 
Ingresó al Seminario Seráfico de Alsasua, donde comenzó su formación religiosa. Entre 1960 y 1963 cursó estudios de Filosofía en Zaragoza, y entre 1964 y 1968, Teología en Pamplona.
Entre 1972 y 1980, frecuentó diversos cursos académicos, primero en la Universidad de Zaragoza y luego en la Universidad de Barcelona, donde obtuvo la licenciatura en Psicología. Asistió, de 1980 a 1981, a la Pontificia Universidad Católica de Chile, gracias a una beca internacional de investigación en Psicología.

### Vida religiosa
Desde su infancia, tuvo contacto con la Orden de los Hermanos Menores Capuchinos en su pueblo natal, gracias a la influencia de un sacerdote y un hermano lego.
El 16 de agosto de 1955, ingresó en el postulantado de los Capuchinos de Artaiz. El 14 de agosto de 1963, fue admitido al noviciado de Sangüesa, vistiendo así el hábito franciscano capuchino.
Realizó su primera profesión de votos religiosos el 15 de agosto de 1964 en Sangüesa, y la profesión solemne el 16 de septiembre de 1967 en Pamplona. Su ordenación sacerdotal fue el 30 de marzo de 1968, a manos del obispo Ignacio Larrañaga OFM Cap.
Después de su ordenación, trabajó como: profesor en Lecároz y vicario parroquial en Tudela. Al regresar a España, fue profesor en Pamplona y, posteriormente, vicario parroquial en Zaragoza.
En 1983 fue enviado por su orden religiosa a la Provincia de Chile, donde fue vicario parroquial de Longaví, en la diócesis de Linares, confiada a los capuchinos. En 1985 fue nombrado superior de la comunidad capuchina de Los Ángeles. Posteriormente, en 1995 fue designado párroco de San Miguel de Viña del Mar y superior de la comunidad capuchina de Recreo. 
Durante algunos años fue vicario episcopal para los Institutos Femeninos de Vida consagrada y fue miembro del Consejo Episcopal de la diócesis de Valparaíso. En 2008 fue nombrado vicario parroquial de San Francisco de Asís en Los Ángeles, en la diócesis de Santa María de Los Ángeles.
También fue ecónomo provincial de los capuchinos de Chile, promotor de justicia del Tribunal Eclesiástico de Valparaíso, juez del Tribunal de la arquidiócesis de la Santísima Concepción y tesorero de Asociación Chilena de Derecho Canónico.

## Episcopado

### Obispo de Copiapó
El 25 de julio de 2014, el papa Francisco, lo nombró obispo de Copiapó. Fue consagrado el 18 de octubre del mismo año, frente a la Catedral de Copiapó, a manos del arzobispo Ivo Scapolo. Tomó posesión canónica el mismo día de su ordenación.
En la madrugada del 19 de noviembre de 2015, Aós y un grupo de religiosos sufrieron un accidente automovilístico mientras regresaban de una actividad recreativa en San Pedro de Atacama. Todos los ocupantes del vehículo resultaron lesionados, y el obispo fue trasladado al hospital de Chañaral. Según informó el portal EMOL, el vehículo en el que se desplazaban habría colisionado, al parecer, con un camión conducido por un hombre de 40 años.

### Arzobispo de Santiago

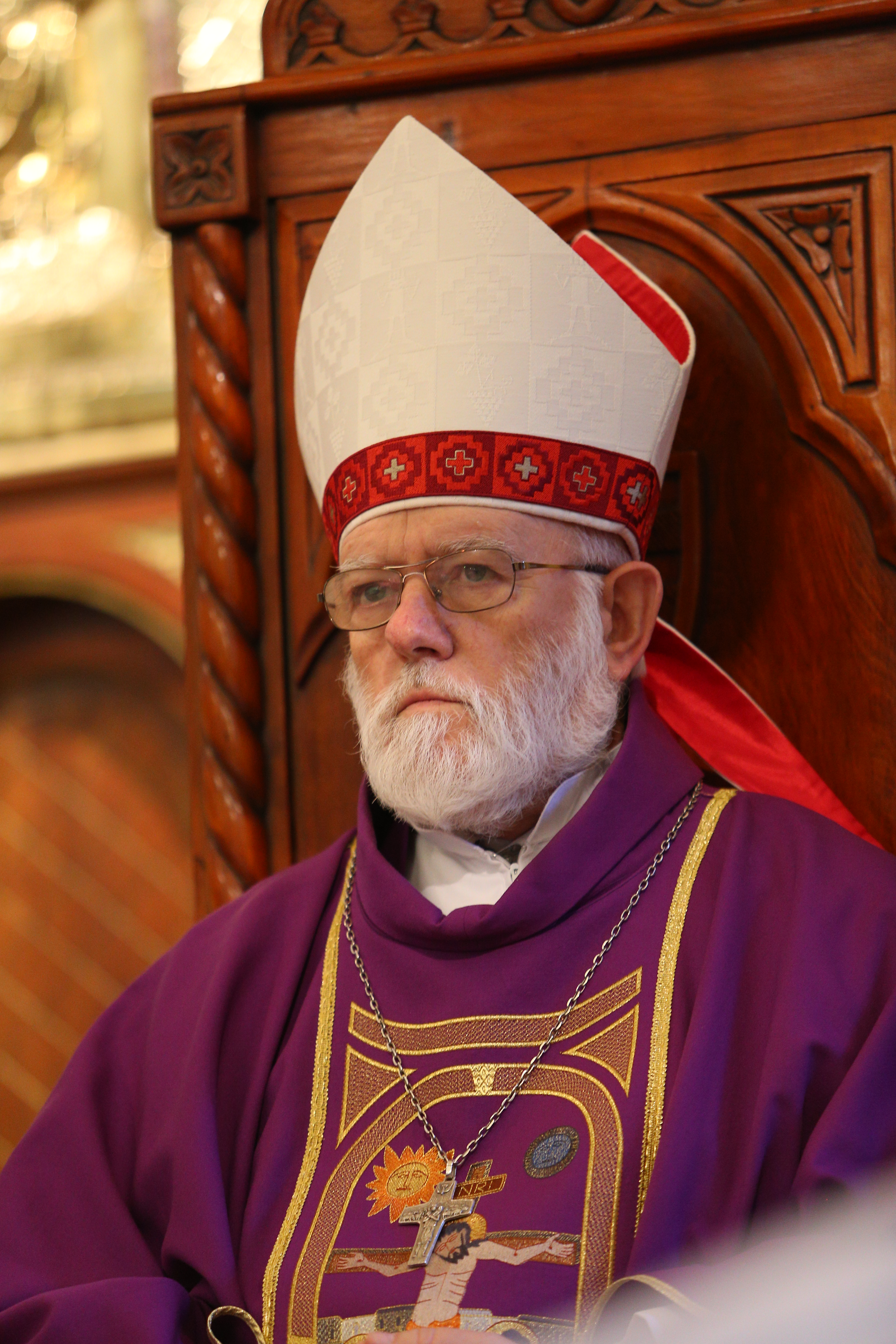
Aós en marzo de 2019.

El 23 de marzo de 2019, el papa Francisco lo nombró administrador apostólico «sede vacante et ad nutum Sanctae Sedis» de Santiago de Chile. Por ello, también asumió como pro-gran canciller de la Pontificia Universidad Católica de Chile (PUC). Al día siguiente, tomó posesión canónica del oficio.
El 27 de diciembre de 2019, fue nombrado arzobispo de Santiago de Chile. Tomó posesión canónica el día 11 de enero de 2020, durante una ceremonia en la Catedral Metropolitana de Santiago. Por ello, también asumió como Gran canciller de la PUC. 
El 29 de junio de 2020, en una ceremonia en la Basílica de San Pedro, el papa Francisco bendijo el palio arzobispal. El 8 de noviembre del mismo año, en una ceremonia en campus eucarístico del Santuario del Cerro San Cristóbal, recibió la imposición del palio arzobispal de manos del arzobispo Alberto Ortega Martín.
El 28 de julio de 2021 fue elegido presidente de la Conferencia Episcopal de Chile.
En 2020, presentó su renuncia como lo establece el Código de Derecho Canónico. El 25 de octubre de 2023, el papa Francisco aceptó su renuncia como arzobispo de Santiago de Chile, nombrado a su sucesor al mismo tiempo.

### Cardenalato
El 25 de octubre de 2020, durante el Ángelus del papa Francisco, se hizo público que sería creado cardenal.  Fue creado cardenal por el papa Francisco durante el consistorio del 28 de noviembre del mismo año, con el titulus de cardenal presbítero de Santos Nereo y Aquileo.
El 29 de noviembre de 2020 fue nombrado miembro de la Pontificia Comisión para América Latina usque ad octogesimum annum. El 22 de junio de 2021, fue confirmado como miembro de la Congregación para la Educación Católica usque ad octogesimum annum aetatis.
El 3 de mayo de 2022 fue nombrado miembro de la Congregación para el Culto Divino y la Disciplina de los Sacramentos usque ad octogesimum annum aetatis. El 22 de noviembre del mismo año, fue nombrado miembro del Dicasterio para la Cultura y la Educación usque ad octogesimum annum aetatis.
En 2025, cumplió 80 años, con lo cual perdió su participación en cualquier eventual cónclave.

## Posiciones políticas e ideológicas

### Romper el secreto de confesión
Al finalizar su homilía durante unas ordenaciones sacerdotales, Aós se refirió a la posibilidad de romper el secreto de confesión, a lo que estarían obligados según el proyecto de ley que los obliga a denunciar abusos sexuales contra menores:

"Nosotros tenemos una mirada y un mensaje sobre el trabajo, sobre la amistad y el amor, sobre el matrimonio y la familia, sobre la lealtad y el respeto a la intimidad del otro, intimidad de conciencia que la Iglesia respeta tan profundamente que jamás nadie podrá obligar a un sacerdote a que quebrante el sigilo de la confesión. Lo que ocurre en el confesionario, cuando usted se confiesa, ocurre entre Dios y usted, a través de la mediación de la iglesia, a través del sacerdote. Esto es santo es y sagrado, y no es transable".

### Cambio de Constitución (2019)
Durante una entrevista con el periódico Encuentro, del arzobispado de Santiago, Aós afirmó que "es indudable que hay que cambiar la Constitución", en el contexto del Estallido social, sumándose también a las denuncias por violaciones a los derechos humanos registradas durante las manifestaciones.
En relación con la nueva Constitución, expresó su incomprensión ante el hecho de que "si la Constitución comienza diciendo que todas las personas tienen derecho a vivir, se legalice la muerte en un aborto".
Asimismo, Aós se mostró partidario de construir un nuevo "pacto social" y planteó que la Iglesia debe involucrarse de forma concreta en este proceso, promoviendo, por ejemplo, la realización de cabildos ciudadanos en las parroquias: "Abramos nuestras iglesias, convoquémoslos a que dialoguen, a que expresen sus sentimientos", señaló.

### Sobre la virtud de la caridad
En el marco del cierre de la Semana Teológica Pastoral 2020, afirmó que "la virtud de la caridad es un punto clave en la reflexión cristiana, especialmente en temas sociales... y la caridad ha de ser independiente de partidos e ideologías".

### Sobre los migrantes
Durante una misa por el Día Nacional del Migrante, celebrada en la parroquia Latinoamericana de Providencia, el arzobispo Aós recordó que “desde siempre la movilidad humana ha existido. Hoy, por trabajo, por turismo o diversión. Estamos sufriendo e inseguros. Cuando sufrimos, tenemos la tendencia a encerrarnos en nosotros mismos. No podemos salir adelante solos, debe ser entre todos”. En ese contexto, invitó a reconocer a Jesucristo en el rostro del migrante.
Asimismo, señaló que no podemos permanecer indiferentes ante la realidad que viven miles de extranjeros en Chile. “Hoy es un día para rezar con los migrantes y por los migrantes. Si nosotros pasamos penurias, hay algunos que están en la miseria. Para el migrante, la patria es la tierra que le da el pan. Respetemos y confiemos los valores en la justa relación con Dios, con los otros y con la creación”, afirmó.
Al concluir la celebración, el arzobispo subrayó: “Que la única deuda con los demás sea el amor mutuo. El bien de los migrantes debe resonar en nuestro propio bien. No nos podemos salvar solos. Es la mente y el corazón lo que debemos convertir”.

## Escudos de armas
|        |
| Blasón |

|           |
| Arzobispo |

|          |
| Cardenal |